# 紫花紫堇
紫花紫堇（学名：Corydalis porphyrantha）为罂粟科紫堇属下的一个种。

## 扩展阅读
- 維基物種上的相關：紫花紫堇